# Muscogee (Floride)
Muscogee est une ville fantôme, située dans le comté d'Escambia au nord-ouest de Pensacola en Floride.
Muscogee est située au bord du fleuve Perdido, et doit son nom à la Muscogee Lumber Company. Elle a été fondée en 1857 par un groupe de bucherons qui a coupé la totalité des arbres du secteur. Dans les années 1920 la population était d'environ 300 habitants, qui sont partis progressivement pour vivre ailleurs.
C'est la ville natale de Jacqueline Cochran (1906-1980).